# FIFA 자격 규정
FIFA 자격 규정(FIFA eligibility rules)은 해당 선수가 그 국가를 대표할 자격이 있는지에 대한 여부를 결정하는 규정을 말한다.

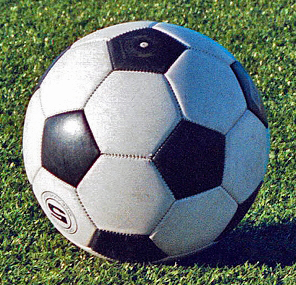

FIFA는 축구의 관리 기구로서 축구 선수가 공식적으로 인정되는 국제 대회 및 친선 경기에서 특정 국가를 대표할 자격이 있는지 여부를 결정하는 규칙을 유지하고 시행할 책임이 있다. 20세기에는 FIFA가 선수가 해당 국가의 시민권을 가지고 있는 한 모든 국가 대표팀을 대표할 수 있도록 허용했었다. 2004년, 일부 국가에서 외국인 선수의 귀화 경향이 증가함에 따라 FIFA는 선수가 자신이 대표하고자 하는 국가와 "확실한 관계"를 입증하도록 요구하는 중대한 새로운 규정을 시행했다. FIFA는 국제 경기에서 부적격 선수가 나오는 것을 방지하기 위해 이와 같은 제도를 시행했다.
FIFA는 2021년 1월에 시스템의 개편을 통해 청소년 대표, 또는 성인 국가대표팀에서의 활동을 통해서 기존 국적으로만 뛸 수 있었던 선수들에게도 다른 국적으로 전환할 수 있도록 제도를 바꾸었다.

## 역사
역사적으로 축구 선수들이 다른 국가 대표팀에서 뛰는 것이 가능했다. 예컨대 알프레도 디 스테파노는 아르헨티나 축구 국가대표팀(1947)과 스페인 축구 국가대표팀(1957–61), 두 팀에서 뛰었었다.
디 스테파노의 레알 마드리드 팀 동료인 푸슈카시 페렌츠 또한 선수 생활 초기에 헝가리 축구 국가대표팀 소속으로 85 경기를 소화한 후 스페인 대표로 뛰었었. 축구 국가대표팀을 바꾼 선수의 세 번째 유명한 사례는 1958년 FIFA 월드컵 에서 브라질 과 1962년 FIFA 월드컵 에서 이탈리아 뛰었었던 조제 알타피니이다.
2~3팀의 다른 국가대표팀에 뛴 20세기 축구 선수의 예는 아래와 같다.
- 에른스트 빌리모프스키 – (폴란드 축구 국가대표팀과 독일 축구 국가대표팀)[4]
- 조 게이젠스 – (미국 축구 국가대표팀 및 아이티 축구 국가대표팀)[4]
- 쿠벌러 라슬로 – (체코슬로바키아 축구 국가대표팀, 헝가리, 스페인 축구 국가대표팀)[2][4]
- 라이문도 오르시 – (아르헨티나 및 이탈리아)[2][4]
- 루이스 몬티 – (아르헨티나와 이탈리아; 서로 다른 두 팀의 월드컵 결승전에 두 번 출전한 유일한 사람)[2][4]
- 호세 산타마리아 – (우루과이 축구 국가대표팀 및 스페인 축구 국가대표팀)[4]
- 알베르토 스펜세르 – (에콰도르 축구 국가대표팀과 우루과이)[4]
- 파울리노 알칸타라 – (필리핀 축구 국가대표팀 및 스페인 축구 국가대표팀)

이외에도 국가의 지리적 변경에 의한 영향을 받은 수백 명의 축구 선수들이 있다. 동독 / 독일, 소련 / 우크라이나, 유고슬라비아 / 크로아티아 .
또한 일부 선수들은 비공식 국제 경기, 즉 FIFA에서 정식 국제 경기로 인정하지 않는 경기에서 FIFA가 인정하는 다른 국가대표로도 뛰었다. 그러한 예시는 아래와 같다.
- 우루과이 축구 국가대표팀 청소년 대표로 뛰었던 Daniel Brailovsky 는 아르헨티나 축구 국가대표팀 소속으로 경기를 뛰었으며 몇 년 후 공식적으로 이스라엘 축구 국가대표팀 소속으로 뛰었다.
- 잉글랜드 축구 국가대표팀 고든 호지슨(Gordon Hodgson) 은 남아공 아마추어 경기에서 뛰었었다.[4]
- 앞서 언급한 디 스테파노는 콜롬비아 축구 국가대표팀으도 4경기를 뛰었었다. 이 경기는 당시 FIFA와 콜롬비아 축구 연맹 간의 분쟁으로 인해 공식 경기로 인정되지 않았다.[2]
- 미셸 플라티니(프랑스)는 1988년에 에미르의 초청으로 쿠웨이트 축구 국가대표팀과의 친선 경기에서 21분을 뛰었었다.[4][5][6]

## 같이 보기
- 축구 경기 규칙